# Río Wkra
El río Wkra (en polaco: Rzeka Wkra) es un río de Polonia que con un curso de 249 kilómetros avena parcialmente los voivodatos de Mazovia y de Varmia y Masuria hasta desembocar en el río Narew por la orilla derecha, al noroeste de Varsovia y aguas arriba de la confluencia del Narew con el río Vístula.
- Datos: Q771440
- Multimedia: Wkra / Q771440